# 麹義
麴 義（きく ぎ、生没年不詳）は、中国後漢時代末期の武将。涼州西平郡の人と見られる。

## 正史の事跡
最初は韓馥の部将だったが、これを裏切って袁紹に仕えた。麴義の出身地と見られる涼州は、北方民族の侵入などで戦乱が多い地域だった。麴義は羌族の戦法を身につけていたため、配下の兵卒も勇猛だったという。初平元年（190年）、袁紹に反逆した於夫羅を鄴の南で撃ち破り、その精強ぶりを示した。
初平3年（192年）、公孫瓚との界橋の戦いでは、麴義は先鋒として楯を構えた兵士八百人と一千張の強弩隊を率い、公孫瓚が誇る精鋭の騎馬隊を撃破した。麴義はさらに追撃して、公孫瓚軍の厳綱を斬り公孫瓚の本陣を落とした上で、騎兵隊に囲まれ窮地に陥った袁紹を救出して勝利に貢献した。初平4年（193年）に劉虞が殺されると、その子劉和や劉虞の旧臣鮮于輔と協力して公孫瓚への更なる追撃を行なった。興平2年（195年）には幽州の鮑丘で公孫瓚を破り、本拠地の易京に追い込んだ。
しかし、ここから公孫瓚は、堅城の易京で長期の籠城戦に持ち込もうとした。麴義軍は1年余りの対峙の末に兵糧が尽きてしまい、そこを公孫瓚に逆襲されて大敗した。一方で、界橋の戦い等の功績をいいことに、軍令無視など次第に傲慢な態度が目に付き始めていたこともあって、遂に袁紹から殺害されてしまった。没年は、建安元年（196年）から建安3年（198年）の間ということしか分からない。麴義配下の残軍は、公孫瓚の支援を受けるなどして袁紹に反抗したが、直ちに殲滅されている。
『資治通鑑』によれば、麴義の先祖は前漢の平原郡出身の尚書令鞠譚であり、鞠譚は難を避けるために西平に移りそこで姓を麴に改めた。このため、後に麴氏は西平随一の著名な姓となった。また南宋に書かれた『姓氏急就篇』によれば、韓遂を殺害したとされる麴演は麴義と同族であり、その後は少なくとも宋代まで高官を輩出し続けた名族であったとされる。

## 物語中の麴義
小説『三国志演義』でも、界橋の戦いで先鋒を務め厳綱を討ち取るなど、正史通りの活躍を見せている。しかし、最期は公孫瓚配下となっていた趙雲と渡り合い、数合も打ち合わないうちに討ち取られてしまう。

## 注
1. ↑  盧弼『三国志集解』巻6魏書45